# Deinopa lodeber
Deinopa lodeber är en fjärilsart som beskrevs av Dyar 1916. Deinopa lodeber ingår i släktet Deinopa och familjen nattflyn. Inga underarter finns listade i Catalogue of Life.